# Donante de sangre
«Donante de sangre» es un sencillo del cantante puertorriqueño Daddy Yankee. Apareció publicado en YouTube con un vídeo oficial, el día 29 de marzo de 2024, Viernes Santo, bajo el sello El Cartel Records en Capitol Latin.
Es una de las primeras composiciones publicadas por el artista, luego de anunciar su conversión al cristianismo.

## Video
El vídeo muestra a Daddy Yankee en su estudio de grabación, interpretando la canción con mucha convicción en lo que dice.

## Remix
Al ser un rap, muchos canales realizaron nuevas versiones no oficiales con el ritmo de reggaeton, entre ellos, el productor Elías Peña.

## Reconocimientos
La canción fue elegida para ser reconocida como mejor canción grabada en español por los premios Dove, siendo la primera vez que el artista recibe un reconocimiento por una premiación de índole cristiana.